# Рамон Номар
Рамон Номар (ісп. Ramón Nomar, нар. 9 січня 1974 року) — іспанський порноактор, лауреат премій AVN Awards, XBIZ Award, Hot d'Or та інших.

## Кар'єра
Розпочав кар'єру у фільмах для дорослих віком близько 23 років. Працював зі студіями Reality Kings, Brazzers та New Sensation.
Перший прорив Номара у хардкорі пов'язаний з італійським режисером Лукою Даміано, який організував кастинг на Міжнародному фестивалі еротичного кіно у Барселоні. У результаті Номар прорвався до європейської та американської порноіндустрії. У минулому він заявляв, що завжди вважав за краще гонзо-порнографії фільми з хорошим сценарієм, хоча він не мав жодних заперечень, щоб зніматися у фільмах будь-якого стилю.

## Премії
- 1998 Hot d'Or — Найкращий новий актор
- 2004 Ninfa Award — Найкращий іспанський актор (616DF - El Diablo español vs las luchadoras del este)[5]
- 2006 Ninfa Award — Найкращий іспанський актор (Mantis)[6]
- 2012 AVN Awards — Найкраща сцена групового сексу (Asa Akira Is Insatiable 2) разом з Асою Акірою, Еріком Еверхардом, Тоні Рібасом, Денні Маунтіном, Jon Jon, Broc Adams та Джоном Стронгом[7][8]
- 2013 AVN Award — Найкраща сцена подвійного проникнення (Asa Akira Is Insatiable 3) разом з Асою Акірою та Міком Блу[9]
- 2013 AVN Award — Найкраща сцена групового сексу (Asa Akira Is Insatiable 3) разом з Асою Акірою, Еріком Еверхардом та Міком Блу[9]
- 2013 AVN Award — Найкраща сцена втрьох (Ч/Ч/Ж) (Lexi) разом з Лексі Белл та Міком Блу[9]
- 2013 XBIZ Award — Найкраща сцена — повнометражний фільм (Wasteland) разом з Лілі Картер, Лілі Лабо, Міком Блу, Девідом Перрі та Тоні Рібасом[10][11]
- 2014 AVN Award — Найкраща сцена втрьох (Ч/Ч/Ж) (Anikka) разом з Аніккою Олбрайт та Джеймсом Діном[10][12]
- 2015 AVN Award — Найкраща сцена групового сексу (Gangbang Me) разом з Ей Джей Епплгейт, Джоном Стронгом, Еріком Еверхардом, Містером Пітом, Міком Блу, Джеймсом Діном та Jon Jon[13]
- 2015 AVN Award — Найкраща сцена втрьох (Ч/Ч/Ж) (Allie) разом з Еллі Гейз та Міком Блу[13]